# アグネス白書
『アグネス白書』（アグネスはくしょ）は、日本の作家氷室冴子による、札幌の女子校寄宿舎を舞台にした少女小説シリーズである。『クララ白書』および『クララ白書ぱーとII』の続編にあたる。この続編に『アグネス白書ぱーとII』がある。主人公の中等科時代を扱った『クララ白書』に対して、『アグネス白書』は高等科時代を扱っている。
一つ一つが独立したエピソードの集まりであった『クララ白書』に対し、『アグネス白書』は前半は新しいルームメイトとの関係、後半は友達以上恋人未満の関係である光太郎との関係が大きなストーリーの柱となっている。
前作の主要登場人物もほぼ全て再登場し、さらに前作では名前だけであった上級生も含め、新たなスターの上級生達も登場する。
集英社からコバルト文庫版が1981年、1982年（ぱーとII）に、単行本（Saeko's early collection）が1996年に刊行されていたが、現在は絶版である。

## あらすじ
札幌のカトリック系女子校、徳心学園の高等科に進学した桂木しのぶ（愛称しーの）、マッキー、菊花たちだが、アグネス舎は2人部屋であるために、誰と誰が同室になるかを決めかねていた。そんな時、新アグネス舎長の哀しみの歌子姫がやってきて、学園に慣れたしーのに外部からの編入生の1人と同室になって欲しいと頼まれ、断れない。しかしそのルームメイトである及川朝衣は初めから女子高にも寄宿舎にも、そしてしーのにも、あからさまな反感の色を隠さないのであった。そしてついにしーのは、あなたと似たような人を知っているが、好きになれなくて苦労している、と告げられ、バラ色のはずの学園生活は一転して冷戦状態に突入してしまうのであった。

## 登場人物
桂木しのぶ（かつらぎ しのぶ）<しーの>：（4年/アグネス舎)
本編の主人公。中等科時代には文化祭で2年続けてそれぞれ中劇、古文研の劇でヒロインを演じ、また3年次には生徒会書記を務めた学園の中心人物の一人。決して美少女ではないが、また面倒見のよい性格もあり、上級生からの受けもよく、下級生からは慕われている。友達も多い。光太郎という大学生の友達以上恋人未満の存在がいる。理想の男性はブランデンブルク協奏曲をしょって登場するレット・バトラー。次期高等科生徒会書記。
紺野蒔子（こんの まきこ）<マッキー、嘆きのラインハルト>：（4年/アグネス舎）
しーのの親友。恐らく学園一の美少女で、特に下級生からの人気は絶大。昨年の中劇では「みずうみ」のラインハルト役を好演。しかし独特の美意識と奇癖をもっており、それらを完遂するための奇行は数知れない。父親は清酒男道酒造の社長だが、半ば追い出されるように寄宿にやってきた。しかし本人はその原因が自分にあるとは思っていない。決してハンサムとはいえない寄宿舎生の家庭教師の一人の西藤さんに初恋中。菊花と同室。
佐倉菊花（さくら きっか）：(4年/アグネス舎)
しーのの親友。前途有望な漫画家のタマゴであるが、頑固者の父親に反対されており、今も漫画を描き続けることを隠しながら生活している。相変わらず何かと謎があると想像をたくましくするのが得意。
ぱーとIIにおいて読みきりデビューを果たし、父親に認めさせることに成功。そして一躍徳心のスターの仲間入りとなる。
及川朝衣（おいかわ あさい）：(4年/アグネス舎)
しーのの新しいルームメイト。マッキーと同様に旭川出身。中学2年次に中学3年用の模試で全国50位に入るというほどの秀才で、なかなかの眼鏡美人。しーのに雰囲気の似た女子高育ちの姉がおり、愛憎相半ばする複雑な感情をもっている。そのため、女子高や寄宿舎といったものに反感を持ち、いかにもそれを楽しんでいるしーのに対しても反発を覚えていた。そしてあからさまに徳心のような女子高に対して嫌悪感をみせ、孤高を保とうとする。しかしふとした誤解からマッキーの恋の成就のためにしーのに協力することになり、それと共に急速に徳心や寄宿舎生活にも溶け込んでいき、しーのたち3人組の親友となる。前半のキーパーソン。次期高等科議長。
有馬美貴子（ありま みきこ）<有馬皇子>：(4年/アグネス舎)
前クララ舎長。いかにも才女といった風のしっかり者で、以前から委員会などで顔見知り同士であったが、入舎をきっかけにしーのとも仲良くなった。次期アグネス舎長。
園田三巻（そのだ みまき）：(4年)
2年次に副生徒会長、3年次には中等科生徒会長を務めている、しーのたち4年生の中心人物。強引な面もありながらもワンマンではなく、理非を公平に判断するため、統率力がある。そのために彼女の率いる生徒会は結束も強く、園田王国と揶揄されることも。曲がったことが嫌いで、理不尽な上級生の横暴に対して後輩のために立ち上がり、高等部生徒会に対して一種のクーデターを文化祭において起す。しーののことは時に罵倒しながらも右腕として信頼しており、友情も感じでいる。次期高等科生徒会会長。
衿子（えりこ）：(3年)
前文化委員長（および中等科文化祭実行委員長）。三巻の片腕の一人。次期高等科生徒会副会長。
相沢虹子（あいざわ にじこ）<きらめく虹子女史>：(6年/アグネス舎)
前アグネス舎長にして、影の高等科生徒会長と噂される実力者。昨年は生徒会を実質牛耳っていたが、現在は受験勉強もあってノータッチ。しーのとは昨年のドーナツ事件で大食堂の鍵を貸して以来、親密になっている。奇跡の高城さんの一件でしーのと光太郎の仲を結果的にかき回すことになるが、もしかしたら意図的なものかもしれない。
加藤白路（かとう しろじ）<清らかなる椿姫、ツバキ姫>：(6年/アグネス舎)
アグネス舎一の佳人ともいわれる才女。虹子女史同様にしーのとは仲が良い。虹子と共に、結果的にしーのと光太郎の仲をこじれさせてしまう原因を作り出してしまう。
高城濃子（たかぎ のうこ）<奇跡の高城さん>：(6年)
白路や虹子の友人。長身スレンダーでハスキーボイスの美形。未だに徳心一のスターで、そのファンクラブである通称大奥も健在。人混が嫌いな上に人見知りであるが、例外的にしーののことは気に入っている。御幸彰一の強引な交際の申し込みを断るために、虹子や白路の計略でしーのを利用することになる。
成田 志津子（なりた しづこ）：(6年)
二期連続で高等科生徒会長を務めているが、前期生徒会では虹子女史に院政をしかれていた。そのために、慣習では生徒会長は5年生から選ばれるのであるが、あえて今期も立候補した経緯を持つ。昨年度において高等科生徒会と互角以上に渡り合った三巻には未だに恨みを抱いている。そのためか、今期の中等科生徒会に対して強圧的な態度をとり、三巻を中心に下級生から反感を買ってしまう。さらに一矢を報いようとの願いむなしく、次期生徒会は園田王国で固められてしまった。
池上歌子（いけがみ うたこ）<哀しみの歌子姫>：(5年/アグネス舎)
アグネス舎長。統率力でなく、哀愁を漂わせたその哀しみに満ちた眼で見つめることで、相手に嫌と言わせない。しーのと朝衣が同室になるきっかけを作った。
丸井さん（まるい）：(5年)
憧れの丸井さんことしーのが2年前に中劇で共演して有名人となるきっかけとなった、徳心の中でもトップクラスのスター。歌子姫の親友。三巻が中等科生徒会を援けることに協力する。
布引さん（ぬのひき）：(5年)
マリンブルーのアタッカーこと高等部バレー部のエースにしてトップスター。高等科運動局の中心人物。三巻に協力する。
俵坂さん（たわらざかさん）：(5年)
高等科学習委員長で、5年生の実力者。三巻に協力する。
鷹巣玲子（たかす れいこ）<ドミナ玲子>：(5年)
第四代目大奥総取締役。自らも学生馬術北海道大会で高校生ながら2位の実力を持つ徳心のスター。昨年の古文研の劇で共演したばかりか、虹子女史たちの計略の道具に使われたとはいえデートまでしたしーのにはもちろん目をつけていて、ベルギー製の馬術用長鞭で散々威圧する。先代の元茶道部副部長の笠井さんを永久追放にして自らが第四代目となった。
桃井さん（ももい）：(5年/アグネス舎)
大奥の年寄（幹部）格。もちろんしーのには目をつけている。
角田律子（つのだ りつこ）：(3年)
中等科生徒会長。前期議長で、しーのたちとは中等科生徒会の一因として苦楽をともにした仲。普段は無口だが、タイムリーに痛烈な一言を浴びせる。三巻の後継者として自負していたが、成田高等科生徒会長の前に屈服を余儀なくさせられてしまった。
鈴木夢見（すずき ゆめみ）：(3年/クララ舎)
中等科生徒会副会長。中等科有数の美少女で、中バド部所属。しーのの大の崇拝者で、ツンデレ属性の持ち主であったが、本編ではかなり素直になった。しーのを追って寄宿に入舎した経緯をもつ。光太郎は従兄弟で、お兄ちゃんと慕っているが、結果としてしーのを取られた形になっていて、憤慨している。ただし、逆に他に悪い虫が付くことをもっと心配しており、仕方なく妥協していて、2人の関係修復に協力もする。マッキーとは昨年の中劇で共演した仲だが、ソリが合わないようだ。
加納三矢（かのう みつや）：(3年/クララ舎)
夢見の腹心の友。それが縁でしーのから夢見と共に3年生用の参考書などをもらう。
小浜（こはま）：(2年)
3歳のときからヴァイオリンを習っている。中劇果樹園のセレナーデで主役のキルメニイ役を演じた。
坂田江奈（さかた えな）：(2年/クララ舎)
クララ舎でのトラブル解決にしーのが関わったことが縁で親しくなった後輩。
文子（ふみこ）：(1年/クララ舎)
江奈の友人。同じくしーのと仲の良い一派の1人。
寿家光太郎（すけ こうたろう）：（大学2年)
北海大学法学部、サイクリング部所属。鈴木夢見に「お兄ちゃん」と慕われている従兄弟で、自他共に認めるシスコン。夢見の企図とは別にしーのと仲良くなってしまい、やきもきさせている。ただし本人は恋人のつもりであるが、しーのはBFとは思っていなかった。しかしこの1年で、様々なトラブルがありながらも、2人の仲は少し進展することに。
西藤さん（さいとう）：(大学2年)
教育大。クララ舎生に家庭教師のバイトにくる。決してハンサムではないが、美意識の塊であるマッキーの初恋の相手となってしまう。ただし2年越しのつきあいの後輩がすでにいる。
及川雪衣（おいかわ ゆきい）：（大学1年)
朝衣の姉。妹想いだが、実は朝衣からは複雑な気持ちを抱かれていたことには気づいていない様子。容姿は十人並みよりマシな程度で成績も普通のようだが、誰からも好かれる性格で、しーのに似ている面がある。
前田英比古（まえだ ひでひこ）：（大学1年)
北海大学。雪衣とは同じ中学で、雪衣とはその頃からのつきあい。朝衣からも憧れられている。朝衣が旭川からわざわざ徳心に編入してきた原因。オーケストラ部に所属している。楽器はヴァイオリン。
里崎晋（さとざき すすむ）：(大学?年)
北大。ヴァイオリンの名手で高校時代にNコンで2位に入った。助っ人として北海大学オーケストラ部の指揮者として来ており、情熱的にブランデンブルク協奏曲を指揮したために、図らずもしーのの理想となってしまう。ただし彼女がおり、しーのも別に残念には思っては居ない模様だが、こっそりともう一度しーのが見にきたために、もちろん光太郎の面目は丸つぶれで、2人の仲がこじれる一因となってしまう。
金井やよい（かない やよい）：（大学2年)
北海大学サイクリング部所属。女子高出身。光太郎が寄宿の女の子と付き合っていることを知っており、手紙の宛名書きなど協力してあげている。文化祭には光太郎と共にきた。
佳子（よしこ）：(大学?年）
北海大学法学部1、2を争う美女。強引な性格で、光太郎に気がある。
御幸彰一（みかげ しょういち）：(高校3年)
虹子たちと同じ予備校に通っているうちに、高城濃子に交際を申し込む。それなりに容姿はよく、そのために自信家でもあって、高城がそれを断るのに苦労させられた。虹子たちの計略で高城濃子は男に興味がなくしーのに片思いしている、という嘘を信じ込まされる結果になるが、その過程でしーのと光太郎の仲がこじれる一因となってしまう。
三田さん
菊花の担当編集者。
菊花の父
うどんチェーン讃岐屋本舗の社長。典型的な頑固親父だが、自分の道を貫いた三男に対して折れたような一面も持ち、結果を出した菊花の漫画家になる夢も認める。。末っ子で唯一の娘である菊花を溺愛しており、悪い虫がつかないかを心配している。
十郎おじい
菊花の父が四国の修行していた讃岐屋から独立した時についてきてくれた、親とも頼む最古参の職人で、腕は天下一品。菊花のことをわが子のように可愛がっている。菊花の漫画が認められる一因を作る。
マッキーの父
清酒男道酒造の社長。職人を大切にする。マッキーの奇行に振り回されており、半ば追い出すかのようにマッキーを寄宿に追いやったのだが、マッキーの引き起こした事件でまたもや面目をなくしてしまう羽目に。
マッキーの母
同じくマッキーの奇行に悩まされている。しかし夫婦揃ってマッキーが自室で叫び声を上げた時に、どうせいつもの奇行だろうし、本当に何かの事件だったら巻き込まれたくないし、人も来るだろうからとわざわざ着替えてから様子を見に行ったのだから、どっちもどっちかもしれない。
紺野蒔絵（こんの まきえ）
マッキーの1歳違いの妹。いたって常識的な人で、両親同様にマッキーの奇行・奇癖に悩まされていて、身内と思われたくないと思っている。。
勝山源三（かつやま げんぞう）
勝さんこと男道酒造の最古参の職人。利き酒の名手。
光太郎の父
夢見の伯父でもある。
光太郎の母
夢見の伯母。かなりさばさばした性格。

## 各章のあらすじ

### アグネス白書

#### 第1章「編入生登場」
アグネス舎では4年次は2人部屋であり、希望者は同室になれるためにしーのたち3人は誰が同室になるかを話し合い、菊花は漫画を描くためにしーのかマッキーのどちらかがあぶれることになった。ジャンケン勝負のその瞬間にしーのはアグネス舎長哀しみの歌子姫に頼まれ、編入生と同室になることになってしまった。編入生は及川朝衣といい、マッキーと同郷で旭川出身であった。しかも中学2年ながらも全国模試で50位に入るという市長以上の有名人。しかし、なぜわざわざ進学校でもない徳心に編入してきたのかは謎で、編入試験が500点満点で499点という成績からスランプ説も否定されてしまった。夢見と三矢からのお礼のクッキーなどの女子高らしい習慣に反感を隠さず、全く誰とも仲良くなろうという気がない様子であり、しかもトラブルの連続でしーのもかばいきれない。それどころか逆に知り合いにあなたのような人が居て、好きになれないでいる、などとまで言われ、2人は冷戦状態に陥ってしまう。

#### 第2章「とびきりのお茶会へようこそ」
マッキーが高等科に上がったらやろうと決めていたことに、お茶会と西藤さんへの告白があった。当然しーのたちも毎回のように同席する羽目になる。そしてマッキーはある日、理想の便箋（自分の美意識に沿った特注品）が完成したことを祝いお茶会を開く。しーのは光太郎といつものようにデートらしきものをしていたが、朝衣が姉の雪ちゃんと会っている所に偶然出くわす。無視されるかと思いきや、お世話になっているとまで姉に自分を紹介される、光太郎の指摘で「好きになれない」という人が朝衣の姉であったことに気づき、部屋に戻った後にそのことを指摘すると、初めてある程度腹をわって話を朝衣がしてくれた。一方、ふとしたことから西藤さんの教え子から西藤さんに彼女がいることをしーのが知り、成り行きで朝衣に相談したところ、朝衣はその好きな人に彼女が居るかもしれないというのをしーの自身が光太郎に対して思っていることと勘違いし、親身になって協力してくれる。そのために2人が和解したことがあっという間に伝わり、皆の朝衣を見る目も変わったことから、朝衣も少しずつ素直になれ、打ち解けて行くのであった。しかし西藤さんに彼女がいるのは事実であった。だがふとしたことから西藤さんが彼女を連れているところをマッキーが目撃していることを3人は知り、マッキーに問いただしたところ、マッキーはみんなに心配をかけまいと、ほとぼりが冷めるまで待っていたのだという。しかしこれがきっかけで、朝衣はしーのたち3人組に新たに加わる形になった。

#### 第3章「『愛の悲しみ』を聞きながら」
しーのは菊花の漫画の材料とするのに協力するため、光太郎に連れられて北海大学へ向かった。そこで光太郎は友人にしーのを「いも」、つまり恋人と紹介する。光太郎が佳子女史に捕まっている間に光太郎の友人に案内されて、その友人の所属するオーケストラ部の練習を見学する。そこで理想が服を着て歩いてきたような里崎さんと出会い、夢中になってしまう。しーのはどうしても里崎さんが忘れられずに、光太郎には内緒で菊花と共に再び北海大学のオーケストラ部の見学へ出かける。里崎さんは助っ人であるためにその日は不在であり、また彼女がいるということも知らされるが、しーのはそういう意味で夢中になったわけではなかった。その代わりに偶然、部員の恋人の差し入れにやってきていた朝衣の姉の雪ちゃんと再会し、その恋人の前田さんと楽しい時を過ごす。同時に朝衣を含めた3人の関係の一端を知り、帰舎後には朝衣により詳しい説明を受ける。同時に理想は理想で現実の光太郎を大切にしろといわれるが、しーのにはピンとこない。だが光太郎はもちろんしーのが里崎に会いに内緒で大学に来たことを快く思わず、挙句の果てに「恋人となんて紹介されて迷惑なんだから」などとしーのが言ったことに対し、「じゃ、これで、さようなら」と立ち去ってしまう。しかし強情なしーのは謝る事もできず、朝衣とまたも北海大学のオーケストラ部の見学へ向かうのであった。

#### 第4章「高城さんの恋人」
夏休み明けすぐ、白路さんがお腹を壊して急に高城さんとの約束を守れなくなったため、外出のついでに伝言を伝えに言ったしーの。図らずもその日一日を高城さんにエスコートされ、楽しいデートをした形になった。しかし当然、大奥が黙っていないことは想像でき、奇跡の高城さんとデートしたことに嫉妬した夢見の「ドミナ玲子が黙っているでしょうか」の一言で戦々恐々の日々を10日間も過ごすことになった。しかし高城さんはしっかりと大奥に釘を刺してくれていたため、無事であったのだが。一方でハンサムな男が最近しーののことを調べているらしく、夢見が偶然その御影という男性に聞かれ、「男なんかに渡さないんだから」などと憤慨する。そしてしーのに説明を求め、悪い虫が付くよりはと光太郎との仲直りを迫る。郵便事情で送れて届いた暑中見舞いのおかげで光太郎は折れたが、しかしそのデートの当日、待ち合わせの喫茶店でしーのの前に御影が座り、色々と探りを入れてくる。光太郎はそれを見て帰ってしまい、ますます仲がこじれてしまったばかりか、御影とのことを高城さんが聞いてきた上にやきもちを焼いているらしいその様子にしーのはますます落ち込んでしまう。夢見の仲介でようやく光太郎との仲直りデートにこぎつけ、光太郎は納得がいかないながらも里崎さんは単にファンなだけだという説明に理解を示す。しかしそのデートに突然御影が割り込んでくる。そこへ高城さんが何故か現れ、「しのちゃんはその人ともつきあっている」などと誤解を招くような発言をした上に抱きしめるものだから、御影は高城さんが本当にしーのが好きなのだという計略に引っかかり、立ち去る。そこへしてやったりと現れる虹子女史と白路さんは、呆気にとられる光太郎を残してしーのを連れ去ってしまう。実はこれは御影を追い払うために2人が仕組んだ計略で、しーのは利用されたのであった。それでも奇跡の高城さんの恋人として利用されたのだから、などと幸せだったのはつかの間、光太郎は電話をしてもだんまりで、しかもドミナ玲子からの怒りに震えた呼び出しが来るのであった。

### アグネス白書ぱーとII

#### 第1章「往復書簡」
週末に実家に戻ったマッキーが、門限を過ぎても戻らないどころか、翌日になっても戻らない。電話を入れてみても、入院したらしいことしか分からず、要領を得ない。ただよらぬ様子に、しーの、菊花、そして今や完全に親友となった朝衣の3人はマッキーに手紙を送る。しーのはドミナ玲子からの呼び出しも重なったこともあって取り乱し、朝衣は冷静に状況を尋ね、菊花にいたっては想像たくましく妊娠したのか、などと書いて送るが、やがてただの盲腸であったことを3人は知り、安堵すると共に、日曜日に見舞いに行くとそれぞれ書いてよこすのであった。しかしマッキーからの返事によると、ことはそう単純ではなかった。マッキーは髪型にこだわったおかげで、男道酒造80周年記念の式典に遅刻したばかりか、会場を間違えて峰岡病院の跡取りの結婚式に紛れ込んでしまい、挙句に石鹸を変えたのが肌に合わなかったのと急性虫垂炎が同時に襲い掛かり、食中毒の疑いまでかかり、ホテルに大迷惑をかけたばかりか、病院の医師の結婚式で他の病院に回すことなどできないと、披露宴と新婚旅行を中止にしてまで新郎に診察をさせてしまうことになってしまったのだ。さらに新婦は怒って実家に帰ってしまったとのこと。招待客でもないのに間違った会場に通したホテルにも原因があるものの、マッキーは自分が迷惑をかけた自覚は全くなく。ホテルと峰岡病院の両方に対する面目を大いに失った家族からの見舞いなどろくになく、しーのたちの見舞いを楽しみにしていると結んで手紙は終わる。もちろん家族でさえ避けるような見舞いに行けるはずもなく、3人は諸事情で見舞いには行けないという返事を送るのであった。

#### 第2章「文化祭再び」
光太郎は相変わらずしーのの電話にはだんまりを決め込み続ける。しかしある日光太郎が里崎指揮のコンサートのチケットを送ってきた。しかしその日は徳心最大のイベントである文化祭の2日目であったのだ。なんとしてでも仲直りしたいしーのは、光太郎に万障繰り合わせて行くと伝えたところ、とたんに光太郎の機嫌はなおったのであった。一方で、中高合同文化祭実行委員会では大変なことになっていた。高等科生徒会長の成田志津子が昨年の雪辱を果たそうと、中等科に対して高等科がごり押しで日程などを押し込み、中等科は極端に不利な状況になってしまったのだ。しかも昨年の中等科の主勢力であった現高等科4年生たちは高劇などからも排除されていた。かつての仲間である中等科生徒会会長である律子に頭を下げられ、三巻は会長に対する反感もあり、中等科に協力することを約束する。三巻は憧れの丸井さんをはじめとする生徒会に反感を持つ高等科のスター達を集め、協力を要請したのであった。その肝は、最大の目玉である中劇を2日目の夕方に持ってくることにし、その前に中劇出演者を囲む会を開催して客を事前に集めてしまおうというものであった。そのために高等科の有名人でもあるしーのとマッキーに集客のためのサクラとなることを三巻は命ずるが、それはまさに光太郎との約束の時。本来は文化祭を抜け出すことが違反であることもあり、三巻に押し切られたしーのは慌てて光太郎に電話をかけるが、それと察した光太郎のだんまりが始まり、しーのは何もいえなくなってしまった。中劇は大成功に終わり、それ以外にも高等科スターを動員した三巻の計画も功を奏し、文化祭は近年ないくらいの中等科圧勝となった。しーのは三巻達に拘束され続けてコンサートには行けず、最終日に女性を連れてやって来た光太郎からは「恋人はじき他人になるが、友人は一生涯友人」といわれ、そっけなくされてしまう。そしてしーのは最後まで三巻のいうままに動き続けてしまうのであった。

#### 第3章「ラブストーリー」
菊花が読みきりで商業誌デビューを果たし、結果を出したことにより父親からも漫画を描くことを認められる。そしてこのデビューの情報は学園内を駆け巡り、菊花は一躍クリスマス・バザーを前に徳心スターに躍り出る。一方でしーのはクリスマスバザーの準備で大わらわの三巻やマッキーたちからはもちろん、夢見からもそっけなくされ、光太郎との仲直りの道も閉ざされた上に孤独感を強めるのであった。文化祭の出来事によって、三巻にとって自分は下っ端の駒でしかないのだと実感させられたのである。その上しーのはバザーの売り物の製作を拒否し、バザーには協力しないと宣言したために、あまりに中等科に勝たせすぎた文化祭での汚名返上とばかりに学年ごとの売り上げで首位に立とうとする三巻や有馬皇子たちとはますます溝を深めるのであった。そんな時、「イブに第九を」というコンサートのチケットが届く。何の手紙も付いていないが、間違いなく光太郎がいつも使う宛名と筆跡であり、仲直りの最後の機会に間違いない。3時開演であるために、光太郎と会うためには、バザーをサボらなければならない。しーのは悩むものの、誰にも言わずに抜け出す決心を固めた。命じられていた売り子も代わりを頼み、3時より随分と早く会場についたしーのだが、時間に遅れたことのない光太郎は来ない。それでもしーのは待ち続けると、4時20分頃に光太郎が来る。3時のはずだと問いただすと、光太郎のチケットは5時開演のものであった。どうやらこのチケットは光太郎が送ったものではなく、逆に光太郎はしーのが送ってきたものだと考えていたらしい。光太郎はそれを知って帰ろうとするが、しーのは仲直りをしたいという気持ちを必死に伝え、2大行事の1つであるクリスマスバザーを自分のために抜けて来てくれたこともあり、無事に仲直りに成功するのであった。学園に戻ったしーのが想像したとおり、これは光太郎との仲がこじれてしまったことに責任を感じた三巻たちによる企みであった。しーのは3時と5時の別の時間のチケットを送る辺りが手が込んでいるというが、実はそれは単なるチケット購入を頼んだ朝衣の姉の雪ちゃんの手違いであり、チケットが逆に渡っていたら、と一同はぞっとするのであった。

#### 第4章「しーのはしーの」
冬休みも明け、親しい上級生がたくさんいる現高等科6年生が卒業目前であることを実感し、寂しさを感じるしーの。一方で次期高等科生徒会長に立候補する三巻は、当然のように片腕としてしーのに書記として立候補するように言うが、せっかく光太郎と仲直りをしたばかりなので、行事や生徒会の仕事で同じ轍を踏まないよう、断固として断わる。三巻に煮え湯を飲まされ続けた成田会長は、一矢を報いようと息のかかった者を次期生徒会に入り込ませようとするが、三巻を初めとした現4年生の立候補メンバーには直接太刀打ちはできず、しーのを諦めきれない三巻によって敢えて自派の候補者を立てなかった書記に成田派が立候補する。ある日、しーのは光太郎に、両親の結婚記念日のホームパーティーに招待される。両親に紹介されるということは、とか嫁姑関係は初対面での印象が、などと早まった想像をしてしまうしーの。当日、光太郎の父とは最初ギクシャクしてしまうが、母親が気さくな人で、いつの間にか夢見と一緒に台所を手伝ったりし、無事に楽しい時を光太郎や夢見と過ごすのであった。ところが翌日、光太郎に迎えに来てもらったところを成田一派に写真に取られており、校内にばら撒かれていた。もちろん問題となり、シスターに呼ばれるが、夢見の機転で事なきを得る。成田一派の仕業だと知ったしーのは書記に立候補し、成田一派の刺客を蹴落として苦戦ながらも当選した。電話で光太郎は経緯を知り、ため息を漏らすが、理解を示す。しかししーのが泣いていたのは、単に上級生のお姉さまがたが卒業してしまうからであった。それに対し、光太郎は上級生が卒業しても代わりにしーのたちの代の子たちが後を埋め、何も変わらない、と慰める。私は誰の替わりなのかというしーのに対して、「しーのは、未来永劫、しーのだな」といわれ、不思議と納得するのであった。

## 既刊一覧

### オリジナル版
- 氷室冴子（著）・原田治（イラスト） 『アグネス白書』 集英社〈集英社文庫コバルトシリーズ〉、全2巻
  1. 1981年10月15日第1刷発行（10月9日発売[1]）、ISBN 4-08-610448-2
  2. 1982年10月15日第1刷発行（10月8日発売[2]）、ISBN 4-08-610521-7

### 愛蔵版
- 氷室冴子（著） 『アグネス白書』 集英社〈Saeko's early collection〉、全2巻
  1. 1996年9月30日第1刷発行（9月26日発売[3]）、ISBN 4-08-609046-5
  2. 1996年11月30日第1刷発行（11月26日発売[4]）、ISBN 4-08-609048-1

## 漫画版
- アグネス白書 全2巻 - 作画：みさきのあ ／ 小学館フラワーコミックス

## 雑話
- 舞台となった高校は札幌の藤女子高等学校と思惟される。作者の氷室冴子も同様の事を匂わす発言をエッセイでしている。
- 朝衣の出身地の旭川や北見にも藤女子高校があり、寄宿舎も存在する。